# Observatoire de la responsabilité sociétale des entreprises
 (mai 2012).
Si vous disposez d'ouvrages ou d'articles de référence ou si vous connaissez des sites web de qualité traitant du thème abordé ici, merci de compléter l'article en donnant les références utiles à sa vérifiabilité et en les liant à la section « Notes et références ».
L'Observatoire de la Responsabilité Sociétale des Entreprises (ORSE) exerce, pour le compte de ses adhérents (grandes entreprises, sociétés de gestion de portefeuille, organismes professionnels et sociaux), une veille permanente sur la responsabilité sociale et environnementale des entreprises, le développement durable et l'investissement socialement responsable (ISR) en France, en Europe et à l'international.

## Services aux membres
L'Orse offre divers services à ses membres : 
- Des groupes de travail chargés d’alimenter et de rendre publique la réflexion de l’Orse.
- Une lettre d’information « Orse Infos » diffusée par e-mail tous les mois a ses membres.
- Des rencontres régulières avec des experts et les membres de l’association.
- Une coordination et des échanges avec les réseaux européens et internationaux.
- Une information permanente des membres par une présence et une représentation dans les colloques nationaux et internationaux.

## Travaux de l'Orse
Depuis sa création par la CFE-CGC en juin 2000, l'Orse s'est attaché :
- À rendre plus compréhensible l'ensemble des outils de la RSE qui vont influencer le Fonctionnement des entreprises et de leurs interlocuteurs (investisseurs, salariés, …)
- À identifier les différents enjeux de la RSE en s'appuyant sur la classification parties prenantes
- À permettre aux membres de l'Orse d'être plus présents sur la scène internationale par une meilleure connaissance des lieux de régulation de la RSE.

L'ensemble de ces documents est accessible dans un tableau, soit sous forme d'un dossier complet, soit sous forme d'une synthèse de 4 pages ou d'un communiqué de presse, en cliquant sur F pour la version française, ou sur A pour la version anglaise.

## Membres de l'Orse
L'Orse est membre de la Plateforme RSE ainsi que d'un réseau européen de promotion, CSR Europe (réseau d'entreprises européennes engagées sur la thématique RSE).
L'Orse regroupe des entreprises et plusieurs types de parties prenantes : des entreprises, des investisseurs, des ONG, des organisations professionnelles, des organisations syndicales, des associations.
L'État n'est pas représenté dans le cadre de l'Orse.
Pour consulter la liste des membres voir la liste  